# Brendon Hartley
Pour les articles homonymes, voir Hartley.
Brendon Hartley, né le 10 novembre 1989 à Palmerston North (Nouvelle-Zélande), est un pilote automobile néo-zélandais, champion du monde d'endurance en 2015 et 2017 et vainqueur des 24 Heures du Mans avec Porsche en 2017 et avec Toyota en 2020 et 2022. Il participe depuis 2019 au championnat de Formule E avec Geox Dragon et au Championnat du monde d'endurance avec Toyota Gazoo Racing.
Il devient pilote de Formule 1 chez Toro Rosso à partir du Grand Prix des États-Unis 2017 où il remplace Pierre Gasly puis prend la place de Daniil Kvyat pour les dernières courses de la saison. L'année suivante, il reste chez Toro Rosso mais ne sera pas prolongé au-delà.

## Biographie

### Débuts en sport automobile

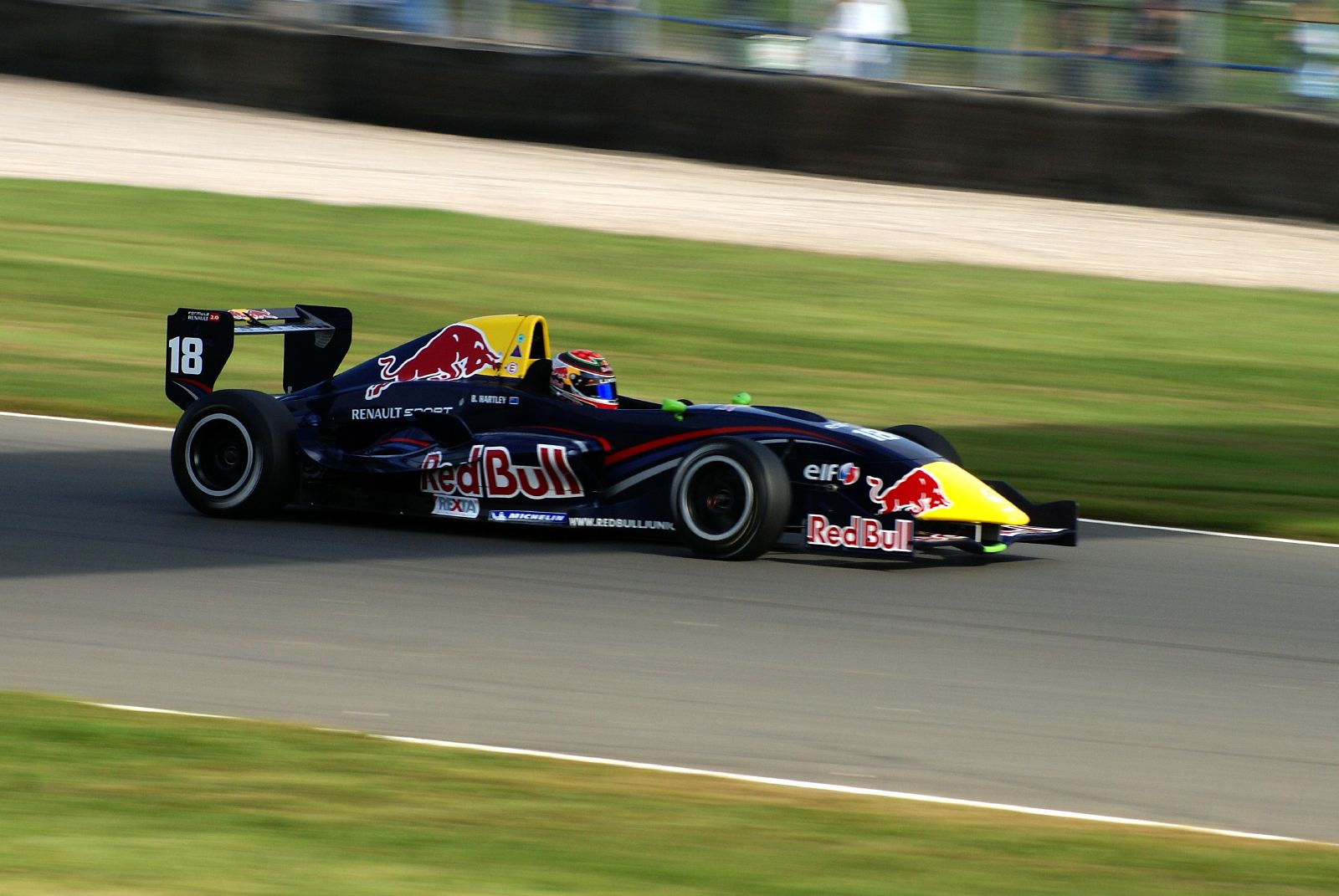
Brendon Hartley, en Eurocup Formule Renault, en 2007.

Brendon Hartley a débuté dans les sports mécaniques à l'âge de 6 ans, en karting. En 2003, âgé seulement de 13 ans, il fait ses débuts en monoplace et remporte le Formula Ford Festival de Nouvelle-Zélande. L'année suivante, il termine deuxième du championnat national de la spécialité.
Après deux années en Formule Toyota néo-zélandaise, il rejoint l'Europe et les championnats de Formule Renault: d'abord le championnat d'Europe du Nord en 2006, puis le championnat d'Italie en 2007, année au cours de laquelle il est intégré au programme de jeunes pilotes de Red Bull. En plus de sa troisième place dans le championnat d'Italie, il est titré en Eurocup. Il fait également ses débuts en Formule 3 lors des Masters de Zolder, où il décroche la quatrième place.
En 2008, Brendon Hartley poursuit sa progression dans la hiérarchie du sport automobile en accédant au championnat britannique de Formule 3 au sein du Carlin Motorsport. Au mois de février, il effectue également ses débuts en Formule 1 à l'occasion d'une séance d'essais privés au cours de laquelle il fait faire ses premiers tours de roue à la Toro Rosso STR3 sur le circuit de Vairano en Italie. 
À l'issue de la saison 2008, il termine troisième du championnat de Grande-Bretagne de F3, ayant signé cinq victoires. L'année suivante, Hartley est engagé en Formule 3 Euro Series ainsi qu'en World Series by Renault (Formule Renault 3.5) avec Tech 1 Racing. En 2010, il participe aux World Series by Renault avec Tech 1 Racing.

### Endurance
Hartley débute en endurance lors des 6 Heures de Spa 2012 avec une Oreca 03 dans la catégorie LMP2 au sein de l'écurie Murphy Prototypes. Toujours avec la même équipe, il participe à la saison 2013 de l'European Le Mans Series.
En décembre 2013, il est annoncé chez Porsche au sein du programme LMP1 pour participer au championnat du monde d'endurance 2014, il fait équipe avec Timo Bernhard et Mark Webber sur une Porsche 919 Hybrid. En 2015, il participe aux 24 Heures du Mans, toujours sur la Porsche 919 Hybrid avec les mêmes coéquipiers ; ils terminent deuxièmes de l'épreuve et sont sacrés champions du monde d'endurance. L'année suivante, Brendon Hartley participe à nouveau aux 24 Heures du Mans, sur la même voiture et avec les mêmes coéquipiers. Ils terminent treizièmes malgré une panne nocturne qui a immobilisé la Porsche pendant quelques heures. 
En 2017, il remporte les 24 Heures du Mans sur la Porsche 919 Hybrid avec Earl Bamber et Timo Bernhard. Après cette victoire, il remporte trois victoires consécutives en championnat du monde d'endurance, avant de s'adjuger le titre de champion du monde, pour la deuxième fois, à l'issue des 6 Heures de Shanghai 2017. Il remporte également le Petit Le Mans 2017.

### 2017: débuts en Formule 1 en cours de saison chez Toro Rosso

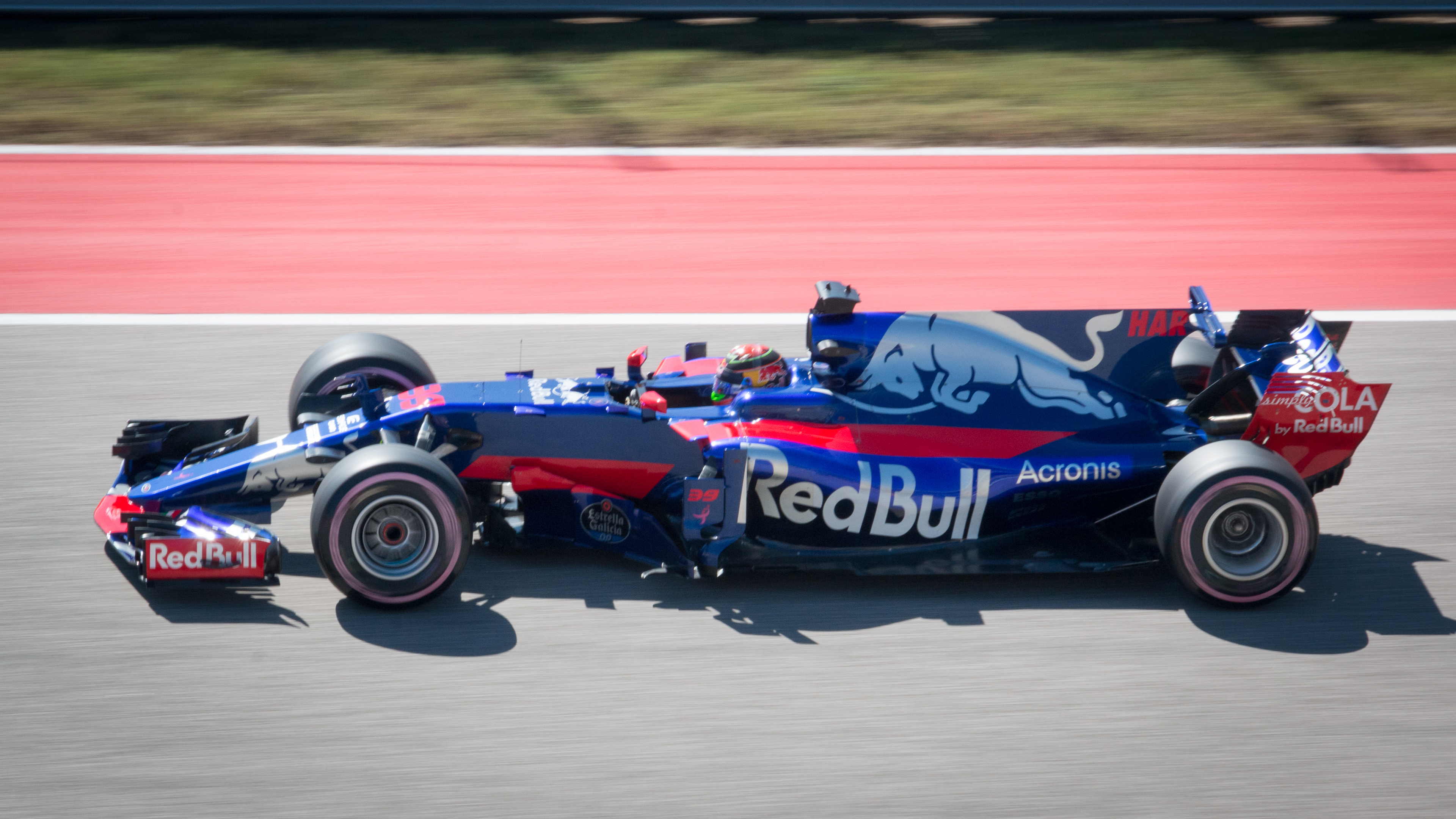
Brendon Hartley avec la Toro Rosso STR12 au Grand Prix automobile des États-Unis 2017

Hartley est appelé par la Scuderia Toro Rosso pour participer au Grand Prix automobile des États-Unis 2017 de Formule 1 où il remplace Pierre Gasly, parti disputer la finale de Super Formula au Japon ; depuis Mike Thackwell en 1984, il n'y avait plus eu de pilote néo-zélandais en Formule 1.
Parti dix-neuvième et avant-dernier à la suite de pénalités moteur pour son premier Grand Prix, il termine treizième, devant les deux Haas et la Sauber de Marcus Ericsson.
Le 25 octobre, Helmut Marko confirme que Daniil Kvyat ne reviendra pas après le Grand Prix des États-Unis et que Gasly et Hartley feront équipe jusqu'à la fin de la saison. 
Au Mexique, il abandonne à cause d'une casse de son moteur. Au Brésil, à nouveau devant son coéquipier Pierre Gasly sur la grille, il doit éviter Lance Stroll qui rate son envol, et abandonne pour la deuxième fois consécutive en trois courses. Lors de la dernière manche de la saison, au Grand Prix d'Abou Dabi, il établit le dernier temps des qualifications et il est pénalisé d'un recul de dix places sur la grille après l'installation d'un neuvième exemplaire de MGU-H sur sa monoplace. Il termine quinzième de l'épreuve, juste devant Gasly.
Le 16 novembre 2017, la Scuderia Toro Rosso confirme Hartley pour la saison 2018, en même temps que Gasly.

### 2018: saison complète avec Toro Rosso

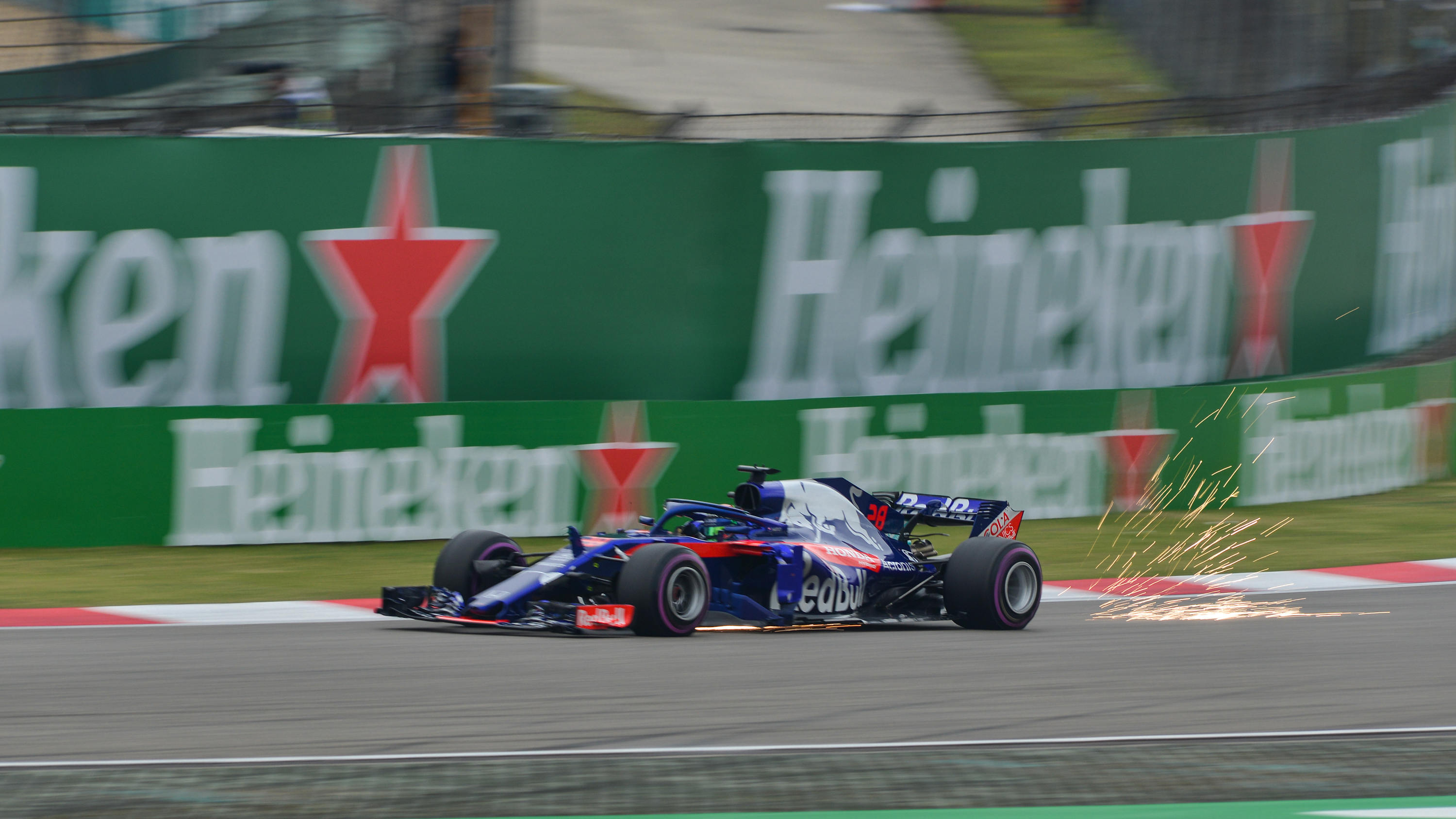
Brendon Hartley lors des qualifications du Grand Prix de Chine 2018

Au Grand Prix inaugural en Australie, il se qualifie seizième avec plus de sept dixièmes de seconde d'avance sur son coéquipier Pierre Gasly ; il se classe quinzième après une sortie de piste au départ qui le relègue en dernière position. À Bahreïn, Hartley rate la dernière phase qualificative et se place derrière Sergio Pérez sur la grille alors qu'il a réalisé un meilleur temps ; il s'accroche ensuite avec le Mexicain et, pénalisé de trente secondes, se classe dix-septième. En Chine, il s'accroche avec son coéquipier qui prend l'intérieur de l'avant-dernier virage du circuit pour tenter un dépassement après un freinage très tardif ; le Néo-Zélandais lui referme la porte en prenant le point de corde. 
À Bakou, Hartley n'a pas la possibilité de faire un tour rapide en qualifications mais est repêché par les commissaires de course ; opportuniste, il termine dixième et marque son premier point en Formule 1. En Espagne, un énorme accident lors de la dernière session des essais libres le prive des qualifications ; à nouveau autorisé à prendre le départ, il franchit la ligne d'arrivée douzième. À Monaco et au Canada, il abandonne deux fois consécutivement, harponné par Charles Leclerc, en panne de freins et accroché par Lance Stroll. Au Grand Prix de France, pénalisé d'un recul de 35 places, il s'élance de la dernière position et termine quatorzième. En Autriche, il se qualifie avant-dernier ; si son écurie en profite pour changer intégralement son groupe propulseur, il abandonne sur problème mécanique. En Grande-Bretagne, victime d'une rupture de sa suspension avant gauche lors des essais libres, il ne participe pas aux qualifications ; parti dernier depuis des stands, il abandonne sur panne électrique. En Allemagne, qualifié dix-huitième, Hartley profite d'une course perturbée par la météo pour marquer le point de la dixième place. En Hongrie, il passe pour la première fois en Q3 et se qualifie huitième ; il termine onzième. En deuxième partie de saison, le Néo-Zélandais est plus en difficulté en ne parvenant pas à entrer dans les points et aussi deux abandons, l'un en Italie où il est percuté des deux côtés par Stoffel Vandoorne et Marcus Ericsson, et l'autre en Russie, sur problème de freins. Au Japon, il se qualifie sixième juste devant Gasly, mais termine la course treizième après un départ catastrophique et une usure des pneus prématurées. Au Grand Prix des États-Unis, après une course convaincante et profitant des disqualifications de Magnussen et Ocon, Hartley se classe neuvième quand son coéquipier termine douzième. Lors du Grand Prix du Mexique, il abîme son fond plat lors d'un contact avec Ocon et reçoit cinq secondes de pénalité ; douzième sous le drapeau à damier, il est reclassé quatorzième. Il termine les deux dernières courses de la saison en dehors des points avec une onzième et douzième place. À la fin de la saison, Hartley se classe dix-neuvième au championnat des pilotes avec 4 points.

### Depuis 2019: pilote de développement chez Ferrari en Formule 1, Formule E avec GEOX Dragon et Endurance avec Toyota

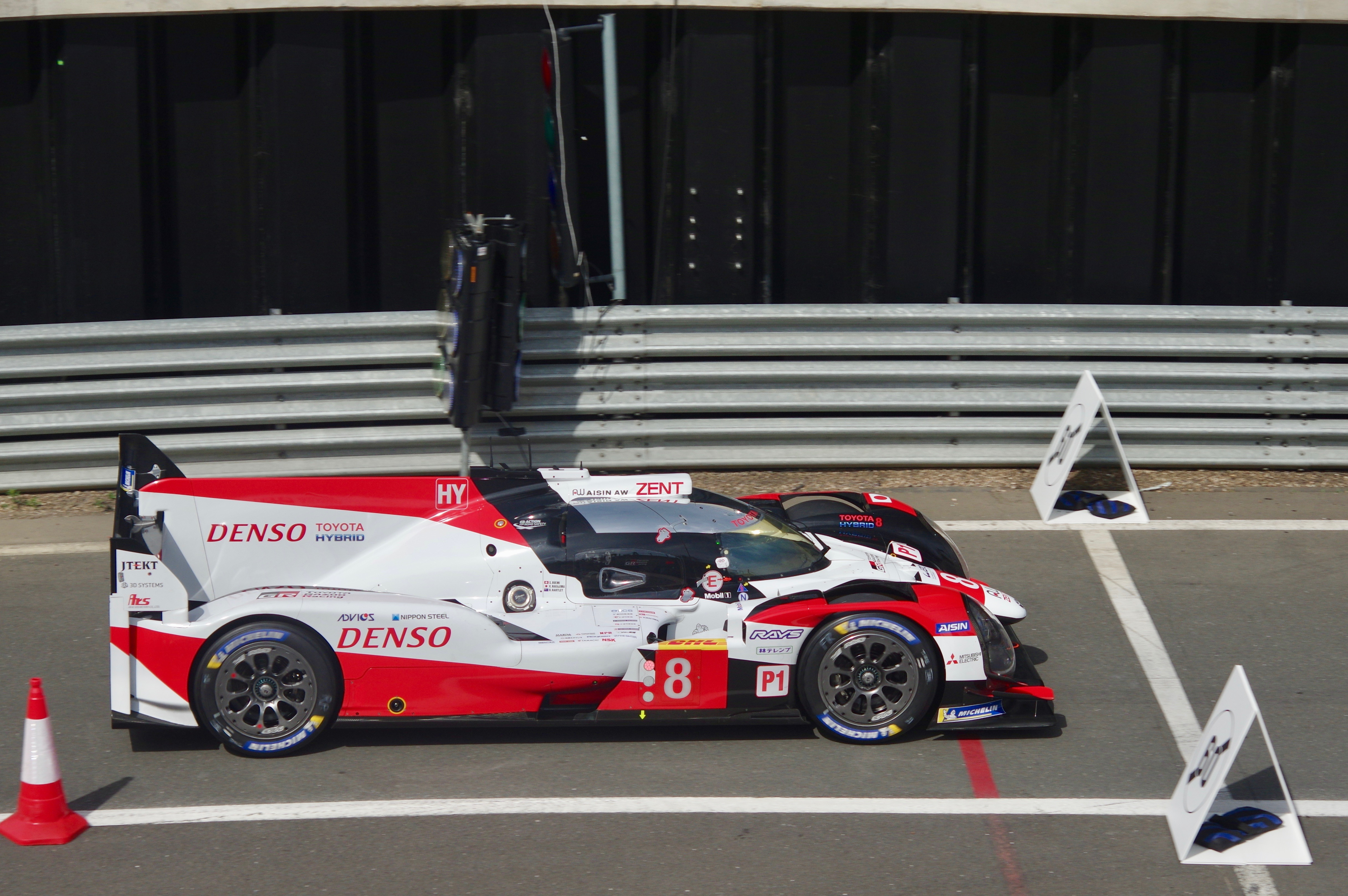
Brendon Hartley, avec la Toyota TS050 Hybrid, lors des 4 Heures de Silverstone 2019.

Non reconduit par la Scuderia Toro Rosso, Brendon Hartley est recruté par la Scuderia Ferrari en tant que pilote de développement pour la saison 2019 de Formule 1, aux côtés de Pascal Wehrlein.
Après un bref retour en endurance chez SMP Racing la même année, il rejoint Geox Dragon en Championnat de Formule E FIA pour la saison 2019-2020. Il remplace également Fernando Alonso chez Toyota Motorsport pour la saison 2019-2020 du Championnat du monde d'endurance FIA. 
Mattia Binotto, directeur de la Scuderia Ferrari, annonce que le Néo-Zélandais poursuit avec l'écurie italienne pour la saison 2020 de Formule 1, toujours en tant que pilote de développement. 
Pour sa première course avec Toyota, il termine deuxième des 4 Heures de Silverstone ; il remporte sa première victoire avec Toyota dès la course suivante, aux 6 Heures de Fuji. Il termine deuxième des 4 Heures de Shanghai, des 8 Heures de Bahreïn, des 6 Heures du circuit des Amériques, des 6 Heures de Spa et des 8 Heures de Bahreïn et gagne les 24 Heures du Mans. Brendon Hartley termine deuxième du championnat du monde avec 202 points. 
En Formule E, pour sa première course a Dariya, il termine dix-neuvième et hors des points. Le lendemain, sur le même circuit, il termine dans les points, à la neuvième place. À Santiago, qualifié dix-septième, il abandonne volontairement la course. À Mexico et Marrakech, il termine douzième et dix-neuvième. Le 17 juillet 2020, il quitte l'écurie Geox Dragon, remplacé par Sérgio Sette Câmara.

## Résultats en compétition automobile

### Résultats en championnat du monde de Formule 1
| Saison | Écurie                    | Châssis          | Moteur                   | Pneus   | GP disputés | Pole positions | Victoires | Podiums | Meilleurs tours | Dans les points | Abandons | Points inscrits | Classement |
| ------ | ------------------------- | ---------------- | ------------------------ | ------- | ----------- | -------------- | --------- | ------- | --------------- | --------------- | -------- | --------------- | ---------- |
| 2017   | Scuderia Toro Rosso       | Toro Rosso STR12 | Renault V6 turbo hybride | Pirelli | 4           | 0              | 0         | 0       | 0               | 0               | 2        | 0               | 23e        |
| 2018   | Red Bull Toro Rosso Honda | Toro Rosso STR13 | Honda V6 turbo hybride   | Pirelli | 21          | 0              | 0         | 0       | 0               | 3               | 7        | 4               | 19e        |
|        | Total                     |                  |                          |         | 25          | 0              | 0         | 0       | 0               | 3               | 9        | 4               |            |

| Saison | Écurie                    | Châssis          | Moteur                          | Pneus | 1      | 2      | 3       | 4      | 5      | 6       | 7        | 8      | 9        | 10       | 11     | 12     | 13     | 14       | 15     | 16       | 17     | 18       | 19       | 20     | 21     | Classement | Points inscrits |
| ------ | ------------------------- | ---------------- | ------------------------------- | ----- | ------ | ------ | ------- | ------ | ------ | ------- | -------- | ------ | -------- | -------- | ------ | ------ | ------ | -------- | ------ | -------- | ------ | -------- | -------- | ------ | ------ | ---------- | --------------- |
| 2017   | Scuderia Toro Rosso       | Toro Rosso STR12 | Renault V6 turbo hybride R.E 17 | P     | AUS    | CHN    | BHR     | RUS    | ESP    | MON     | CAN      | AZE    | AUT      | GBR      | HON    | BEL    | ITA    | SIN      | MAL    | JPN      | USA 13 | MEX Abd. | BRE Abd. | ABU 15 |        | 23e        | 0               |
| 2018   | Red Bull Toro Rosso Honda | Toro Rosso STR13 | Honda V6 turbo hybride RA618H   | P     | AUS 15 | BAH 17 | CHI 20* | AZE 10 | ESP 12 | MON 19* | CAN Abd. | FRA 14 | AUT Abd. | GBR Abd. | ALL 10 | HON 11 | BEL 14 | ITA Abd. | SIN 17 | RUS Abd. | JAP 13 | USA 9    | MEX 14   | BRÉ 11 | ABU 12 | 19e        | 4               |

Légende : ici 

### Résultats aux 24 Heures du Mans
| Année | Équipe              | n° | Châssis             | Moteur  | Pneus    | Catégorie | Équipiers                       | Tours | Résultat  |
| ----- | ------------------- | -- | ------------------- | ------- | -------- | --------- | ------------------------------- | ----- | --------- |
| 2012  | Murphy Prototypes   | 48 | Oreca 03            | Nissan  | Dunlop   | LMP2      | Jody Firth Warren Hughes        | 196   | Abandon   |
| 2013  | Murphy Prototypes   | 48 | Oreca 03            | Nissan  | Dunlop   | LMP2      | Karun Chandhok Mark Patterson   | 319   | 12e       |
| 2014  | Porsche Team        | 20 | Porsche 919 Hybrid  | Porsche | Michelin | LMP1      | Timo Bernhard Mark Webber       | 346   | Abandon   |
| 2015  | Porsche Team        | 17 | Porsche 919 Hybrid  | Porsche | Michelin | LMP1      | Timo Bernhard Mark Webber       | 394   | 2e        |
| 2016  | Porsche Team        | 1  | Porsche 919 Hybrid  | Porsche | Michelin | LMP1      | Timo Bernhard Mark Webber       | 346   | 13e       |
| 2017  | Porsche LMP Team    | 2  | Porsche 919 Hybrid  | Porsche | Michelin | LMP1      | Timo Bernhard Earl Bamber       | 367   | Vainqueur |
| 2020  | Toyota Gazoo Racing | 8  | Toyota TS050 Hybrid | Toyota  | Michelin | LMP1      | Sébastien Buemi Kazuki Nakajima | 387   | Vainqueur |
| 2021  | Toyota Gazoo Racing | 8  | Toyota GR010 Hybrid | Toyota  | Michelin | Hypercar  | Sébastien Buemi Kazuki Nakajima | 369   | 2e        |
| 2022  | Toyota Gazoo Racing | 8  | Toyota GR010 Hybrid | Toyota  | Michelin | Hypercar  | Sébastien Buemi Ryō Hirakawa    | 380   | Vainqueur |
| 2023  | Toyota Gazoo Racing | 8  | Toyota GR010 Hybrid | Toyota  | Michelin | Hypercar  | Sébastien Buemi Ryō Hirakawa    | 342   | 2e        |
| 2024  | Toyota Gazoo Racing | 8  | Toyota GR010 Hybrid | Toyota  | Michelin | Hypercar  | Sébastien Buemi Ryō Hirakawa    | 311   | 5e        |

### Résultats en championnat du monde d'endurance FIA
| Année     | Équipe              | Classe   | Voiture             | Moteur                            | 1       | 2       | 3       | 4     | 5     | 6      | 7      | 8       | 9     | Rang     | Points |
| --------- | ------------------- | -------- | ------------------- | --------------------------------- | ------- | ------- | ------- | ----- | ----- | ------ | ------ | ------- | ----- | -------- | ------ |
| 2012      | Murphy Prototypes   | LMP2     | Oreca 03            | Nissan VK45DE 4.5 L V8            | SEB     | SPA 3   | LMS Abd | SIL 9 | SAO   | BHR    | FUJ    | SHA     |       | NC†      | 0      |
| 2013      | Murphy Prototypes   | LMP2     | Oreca 03            | Nissan VK45DE 4.5 L V8            | SIL     | SPA     | LMS 12  | SÃO   | CTA   | FUJ    | SHA    | BHR     |       | NC†      | 0      |
| 2014      | Porsche Team        | LMP1     | Porsche 919 Hybrid  | Porsche 2.0 L Turbo V4 (Hybrid)   | SIL 3   | SPA 12  | LMS NC  | COA 5 | FUJ 3 | SHA 6  | BHR 3  | SÃO Abd |       | 9e       | 64,5   |
| 2015      | Porsche Team        | LMP1     | Porsche 919 Hybrid  | Porsche 2.0 L Turbo V4 (Hybrid)   | SIL Abd | SPA 3   | LMS 2   | NÜR 1 | COA 1 | FUJ 1  | SHA 1  | BHR 5   |       | Champion | 166    |
| 2016      | Porsche Team        | LMP1     | Porsche 919 Hybrid  | Porsche 2.0 L Turbo V4 (Hybrid)   | SIL Abd | SPA 26  | LMS 13  | NÜR 1 | MEX 1 | COA 1  | FUJ 3  | SHA 1   | BHR 3 | 4e       | 134,5  |
| 2017      | Porsche LMP Team    | LMP1     | Porsche 919 Hybrid  | Porsche 2.0 L Turbo V4 (Hybrid)   | SIL 2   | SPA 3   | LMS 1   | NÜR 1 | MEX 1 | COA 1  | FUJ 4  | SHA 2   | BHR 2 | Champion | 208    |
| 2018-2019 | SMP Racing          | LMP1     | BR Engineering BR1  | AER 2,4 L Bi-Turbo V6             | SPA     | LMS     | SIL     | FUJ   | SHA   | SEB 3  | SPA    | LMS     |       | 18e      | 19     |
| 2019-2020 | Toyota Gazoo Racing | LMP1     | Toyota TS050 Hybrid | Toyota 2,4 L Bi-Turbo V6 (Hybrid) | SIL 2   | FUJ 1   | SHA 2   | BAH 2 | COA 2 | SPA 2  | LMS 1  | BAH 2   |       | 2e       | 202    |
| 2021      | Toyota Gazoo Racing | Hypercar | Toyota GR010 Hybrid | Toyota 3,5 L Bi-Turbo V6 (Hybrid) | SPA 1   | POR 1   | MON 33  | LMS 2 | BAH 2 | BAH 1  |        |         |       | 2e       | 168    |
| 2022      | Toyota Gazoo Racing | Hypercar | Toyota GR010 Hybrid | Toyota 3,5 L Bi-Turbo V6 (Hybrid) | SEB 2   | SPA Abd | LMS 1   | MON 2 | FUJ 1 | BAH 2  |        |         |       | Champion | 149    |
| 2023      | Toyota Gazoo Racing | Hypercar | Toyota GR010 Hybrid | Toyota 3,5 L Bi-Turbo V6 (Hybrid) | SEB 2   | POR 1   | SPA 2   | LMS 2 | MON 6 | FUJ 2  | BAH 1  |         |       | Champion | 172    |
| 2024      | Toyota Gazoo Racing | Hypercar | Toyota GR010 Hybrid | Toyota 3,5 L Bi-Turbo V6 (Hybrid) | QAT 8   | ITA 5   | SPA 6   | LMS 5 | SÃO 1 | COA 15 | FUJ 10 | BAH 1   |       | 4e       | 109    |
| 2025      | Toyota Gazoo Racing | Hypercar | Toyota GR010 Hybrid | Toyota 3,5 L Bi-Turbo V6 (Hybrid) |         |         |         |       |       |        |        |         |       |          | 0      |

† Hartley est invité et inéligible aux points.

### Résultats en championnat de Formule E
| Saison    | Écurie      | Courses disputées | Pole positions | Victoires | Podiums | Points inscrits | Classement |
| --------- | ----------- | ----------------- | -------------- | --------- | ------- | --------------- | ---------- |
| 2019-2020 | GEOX Dragon | 5                 | 0              | 0         | 0       | 2               | 23e        |

| Saison    | Écurie      | Châssis      | Moteur      | Pneus | 1      | 2     | 3        | 4      | 5      | 6   | 7   | 8   | 9   | 10  | 11  | Classement | Points inscrits |
| --------- | ----------- | ------------ | ----------- | ----- | ------ | ----- | -------- | ------ | ------ | --- | --- | --- | --- | --- | --- | ---------- | --------------- |
| 2019-2020 | GEOX Dragon | Spark–Penske | Penske EV-4 | M     | ADR 19 | ADR 9 | SAN Abd. | MEX 12 | MAR 19 | BER | BER | BER | BER | BER | BER | 23e        | 2               |

## Palmarès
- 3e des Toyota Racing Series néo-zélandaises en 2005 avec cinq victoires ;
- Vainqueur de l'Eurocup Formula Renault 2.0 en 2007 avec quatre victoires ;
- 3e du championnat de Grande-Bretagne de Formule 3 en 2008 avec cinq victoires ;
- 2e des 24 Heures du Mans sur Porsche 919 Hybrid en 2015 ;
- Champion du monde d'endurance en 2015 ;
- Vainqueur des 24 Heures de Dubaï en 2017 ;
- Vainqueur des 24 Heures du Mans sur Porsche 919 Hybrid en 2017 ;
- Vainqueur du Petit Le Mans 2017 ;
- Champion du monde d'endurance en 2017 ;
- Vainqueur des 24 Heures du Mans 2020 sur Toyota ;
- Vainqueur des 24 Heures du Mans 2022 sur Toyota.